# IPhoto
O iPhoto foi um aplicativo de software de fotografia digital desenvolvido pela Apple Inc. Ele foi incluído em todos os computadores pessoais Macintosh de 2002 a 2015, quando foi substituído pelo aplicativo Fotos da Apple. Originalmente, era vendido como parte do conjunto iLife de aplicativos de gerenciamento de mídia digital, o iPhoto era capaz de importar, organizar, editar, imprimir e compartilhar fotos digitais.

## História
O iPhoto foi anunciado na Macworld 2002, durante a qual Steve Jobs (então CEO da Apple) também anunciou que o macOS seria instalado como padrão em novos Macs a partir de então, e revelou novos modelos de iMac e iBook.
Em 7 de março de 2012, o CEO da Apple, Tim Cook, anunciou uma versão nativa do iOS do iPhoto ao lado do iPad de terceira geração.
Em 27 de junho de 2014, a Apple anunciou que interromperia o desenvolvimento do iPhoto e trabalharia na transição para o novo aplicativo Fotos. Em 5 de fevereiro de 2015, a Apple incluiu uma prévia do Fotos com uma versão beta 10.10.3.
No dia 8 de abril de 2015, a Apple lançou o OS X Yosemite 10.10.3, que incluía o novo aplicativo Fotos. iPhoto e Aperture foram descontinuados e removidos da Mac App Store.
O macOS Mojave 10.14 foi o último sistema operacional a oferecer suporte oficial ao aplicativo, pois o lançamento do macOS Catalina 10.15 em 7 de outubro de 2019 não oferece suporte ao iPhoto, no entanto, uma modificação de terceiros permite que a versão final do iPhoto seja executada no macOS Catalina e mais recente.

## Características

### versão do macOS
O iPhoto foi projetado para permitir a importação de fotos de câmeras digitais, dispositivos de armazenamento local, como unidade flash USB, CDs, DVDs e discos rígidos para a Biblioteca do iPhoto do utilizador. Quase todas as câmeras digitais foram reconhecidas sem software adicional. O iPhoto suportava os formatos de arquivo de imagem mais comuns, incluindo vários formatos de imagem Raw. O iPhoto também suportava vídeos de câmeras, mas a edição limitava-se a cortar clipes. 
Depois que as fotos foram importadas, elas podem ser intituladas, rotuladas, classificadas e organizadas em grupos (conhecidos como "eventos"). Fotos individuais podem ser editadas com ferramentas básicas de manipulação de imagem, como filtro de olhos vermelhos, ajustes de contraste e brilho, ferramentas de corte e redimensionamento e outras funções básicas. No entanto, o iPhoto não forneceu a funcionalidade de edição abrangente de programas como o próprio Aperture da Apple ou o Photoshop da Adobe (não confundir com o Photoshop Elements ou o Album) ou o GIMP.
O iPhoto oferecia inúmeras opções para compartilhar fotos. Os álbuns de fotos podem ser transformados em apresentações de slides dinâmicas e, opcionalmente, configurados para músicas importadas do iTunes. As fotos podem ser compartilhadas via iMessage, Mail, Facebook, Flickr e Twitter. Também é possível criar e compartilhar iCloud Photostreams, públicos e baseados em convite. O iPhoto também foi capaz de sincronizar álbuns de fotos com qualquer iPod com tela colorida. Esses iPods também podem ter uma saída de áudio/vídeo para permitir a reprodução de fotos, juntamente com música, em qualquer televisão moderna. Além disso, as fotos podem ser impressas em uma impressora local ou, em certos mercados, enviadas pela Internet para a Kodak para impressão profissional. Os usuários do iPhoto podiam solicitar uma variedade de produtos, incluindo impressões padrão, pôsteres, cartões, calendários e volumes de capa dura ou capa mole de 100 páginas, novamente, esses serviços estavam disponíveis apenas para usuários em determinados mercados.

### Versão para iOS
Em um evento de mídia da Apple em 7 de março de 2012, o CEO da Apple, Tim Cook, anunciou uma nova versão do iPhoto para uso no sistema operacional móvel iOS. O iPhoto para iOS foi disponibilizado naquele dia na App Store por US$ 4,99 junto com os já lançados iMovie e GarageBand para iOS. Foi oficialmente suportado no iPhone 4 e posterior, iPod Touch (4ª e 5ª gerações), iPad 2 e posterior e iPad Mini (1ª e 2ª gerações), mas os hackers descobriram que ele poderia ser instalado manualmente em dispositivos mais antigos usando a configuração do  iPhone Configuration Utility.
O iPhoto para iOS oferecia um conjunto de recursos bastante comparável ao de sua contraparte para Mac. Pode organizar fotos que foram sincronizadas com o dispositivo ou tiradas com sua câmera. Os recursos de edição incluíam ferramentas de correção de cores e efeitos fotográficos, bem como ferramentas de corte e endireitamento. O iPhoto para iOS não tinha ferramentas para criar livros, calendários, cartões e encomendar impressões, embora pudesse criar "Diários de Fotos", colagens de fotos digitais que podiam ser carregadas no serviço iCloud da Apple e compartilhadas.
O iPhoto para iOS foi muito elogiado por suas ferramentas profissionais, bom desempenho e compatibilidade.
O iPhoto para iOS foi descontinuado em 2014 e removido da App Store substituido pelo Photos.